# Illanó
Illanó (szlovákul: Iľanovo) Liptószentmiklós város része Szlovákiában, a Zsolnai kerület Liptószentmiklósi járásában.

## Fekvése
A városközponttól 3 km-re délre fekszik.

## Története
Területe ősidők óta lakott, közelében a hallstatti kultúra népének települését tárták fel.
Illanó egyike a legrégibb liptói falvaknak. Első írásos említése 1233-ból származik. Neve a latin Villa Nova (új falu) névből alakult ki. Lakói mezőgazdasággal, kőművességgel foglalkoztak.
A 18. század végén Vályi András így ír róla: „ILLANOVA. Plostin Illano. Tót falu Liptó Várm. földes Ura a’ K. Kamara, lakosai katolikusok, fekszik Okolitsnához fél mértföldnyire, Szent Miklósnak filiája, határja soványas, fája, réttye elég van, legelője meglehetős.”
Fényes Elek 1851-ben kiadott geográfiai szótárában így ír a faluról: „Plostin (Illanova), tót f., Liptó vgyében, 15 kath., 510 evang. lak., kik juhtartásból és fuvarozásból élnek. F. u. a kamara. Ut. p. Okolicsna.”
1910-ben 395 szlovák lakosa volt. A trianoni diktátumig Liptó vármegye Liptószentmiklósi járásához tartozott.
A szlovák nemzeti felkelés idején az illanói völgyben partizánok rejtekhelyei voltak. 1970-ben 545 szlovák lakta. 1976-óta Liptószentmiklós része.

## Nevezetességei
Evangélikus temploma.

## Külső hivatkozások
- Illanó Szlovákia térképén

## Lásd még
- Liptószentmiklós
- Andaháza
- Andrásfalu
- Benic
- Bodafalu
- Deménfalu
- Kispalugya
- Okolicsnó és Sztosháza
- Plostin
- Verbic
- Vitálisfalu